# Karoline Prien Kjeldsen
Karoline Prien Kjeldsen (født 17. august 1961 i København) er en dansk jurist, der fra 2000 til 2013 var departementschef i Kulturministeriet.
Hun er datter af direktør Jørgen Prien Kjeldsen (død 1970) og hustru fhv. solodanserinde Mette Prien Kjeldsen, født Mette Georg Jensen. Hun voksede op i et kunstnerisk interesseret hjem, er uddannet cand.jur. fra Københavns Universitet 1987 og fik arbejde i Justitsministeriet, først som fuldmægtig indtil 1997, dernæst som kontorchef i ministeriets Internationale kontor 1997-99 og slutteligt som kontorchef i ministeriets Budget- og Planlægningskontor 1999-2000. I 2000 blev hun hentet til stillingen som departementschef, som hun i september 2013 forlod på grund af sygdom. Hun efterfølges af Marie Hansen.
Siden 3. september 1988 har Kjeldsen været gift med statsskovrider og fhv. direktør for Skov- og Naturstyrelsen Hans Henrik Christensen.